# Sultão Xequemus
O Sultão Xequemus  (em curdo : Siltan Şêxmûs ) ou seu nome completo Mûsâ bin Mahîn O-Mardini ez-Zûlî , nascido em 1077 em Mardim e falecido em 1164 em Mardim, foi um erudito islâmico e discípulo de Abdalcáder Guilani .
Sua tumba encontra-se no povo de Yüce, situado na estrada que une Mardim com Diarbaquir  .